# Pârvulești (okręg Mehedinți)
Pârvulești – wieś w Rumunii, w okręgu Mehedinți, w gminie Corcova. W 2011 roku liczyła 93 mieszkańców.